# Bridgertonovi
Bridgertonovi (původní název: Bridgerton) je americké historické a romantické drama vysílané na internetové platformě Netflix, které vytvořil Chris Van Dusen s producentkou Shondou Rhimesovou. Seriál je inspirován romány americké spisovatelky Julie Quinnové a je zasazen do alternativního světa londýnské smetánky na počátku 19. století, v němž Jiří III. zavedl rasovou rovnost na základě afrického původu své manželky, královny Šarloty Meklenbursko-Střelické. Jádrem seriálu jsou příběhy osmi úzce semknutých sourozenců urozené a vlivné rodiny Bridgertonových.
První řada měla premiéru 25. prosince 2020 a okamžitě se setkala s pozitivními ohlasy. Během pouhých 28 dnů seriál sledovalo bezmála 82 milionů domácností po celém světě, což jej v době jeho uvedení učinilo nejsledovanějším seriálem za celou existenci platformy Netflix. V lednu roku 2021 bylo oznámeno obnovení pro druhou sérii, která byla oficiálně uvedena dne 25. března 2022. Obnovení pro třetí a čtvrtou sérii se seriál dočkal v dubnu roku 2021. Třetí série si svou premiéru odbyla ve dvou datech, první část byla zveřejněna 16. května 2024 a o měsíc později, dne 13. června 2024, byla uvedena část druhá. Očekávané vydání čtvrté série bylo stanoveno na rok 2026. V květnu roku 2025 bylo zveřejněno, že se seriál dočká dalších dvou sérií.
4. května 2023 byl na Netflix uveden původní prequel s názvem Královna Šarlota: Příběh Bridgertonových, který se soustředí na vzestup mladičké německé princezny Šarloty coby britské královny a na příběh velké, avšak tragické lásky s jejím manželem Jiřím III.
V současné době patří Bridgertonovi mezi nejsledovanější původně anglicky mluvené seriály na Netflixu.

## Příběh
V období počátku 19. století v Království Velké Británie a Irska za vlády Jiřího III. je pro nezadané příslušníky londýnské smetánky přirozené, že se snaží během tzv. společenské sezóny, tedy období na jaře a v létě, kdy je zvykem pořádat a účastnit se různých společenských událostí, zajistit svou budoucnost nalezením vhodného partnera. Osudy debutantek, tedy dívek, jež dosáhly dospělosti a mohou být formálně uvedeny do společnosti, silně závisí na hodnocení britské královny a skandálního plátku tajemné Lady Whistledownové. Do centra dění se postupně dostává osm nerozlučných sourozenců Bridgertonových – Anthony, Benedict, Colin, Daphne, Eloise, Francesca, Gregory a Hyacint – a jejich příběhy o hledání životního štěstí a skutečné lásky.

### První řada (2020)
Píše se rok 1813 a Daphne, nejstarší dcera početného klanu Bridgertonových, debutuje na londýnském sňatkovém trhu. Společnosti se ze začátku jeví jako "dokonalý démant", bezkonkurenčně nejatraktivnější partie, jež si dokonce získá přízeň samotné královny. Avšak vlivem jednání nejstaršího bratra, jemuž se podaří odstrašit téměř všechny v úvahu přicházející nápadníky, ve spojení s pomluvami Lady Whistledownové začne její zářící hvězda postupně pohasínat. Ve stejné době přijíždí do Londýna Simon Basset, který se po smrti svého otce stává novým vévodou z Hastingsu, čímž se dostává do hledáčku vdavekchtivých debutantek a jejich ctižádostivých matek. Bezvýchodnost jejich situací svede Daphne a Simona dohromady a ti se rozhodnou spolu uzavřít výhodnou dohodu. Předstíráním vzájemných sympatií se snaží Simonovi, který se do ženění nikterak nežene, vydobýt pokoj od jakýchkoli návrhů, a Daphne, která se naopak snaží zoufale provdat, zajistit pozornost londýnských mladíků. Postupem času se však z hraných citů zrodí skutečná láska.

### Druhá řada (2022)
V rámci společenské sezóny roku 1814 se rozhodne usadit jeden z nejproslulejších starých mládenců, vikomt Anthony Bridgerton. Nepohání ho však vřelé city, vlivem otcovy tragické smrti se jeho srdce zatvrdilo, a tak si hledá nevěstu na základě pečlivě sestaveného seznamu požadavků s vědomím, že láska pro něj nepřipadá v úvahu. S úspěchem se neshledává, dokud nepotká Edwinu Sharmovou, po všech stránkách dokonalou debutantku. Anthony se jí začne dvořit. Ale jak se zdá, kouzlo jeho osobnosti, na které se celá dlouhá léta spoléhal, nepůsobí na jediného člověka, jenž je proti svazku s jeho vyvolenou: Kate Sharmovou, která se snaží dnem i nocí bdít nad štěstím své jediné sestry. Mladá žena totiž ví, že vikomt nemá v plánu své budoucí manželce nabídnout skutečnou lásku, a rozhodne se udělat vše, co je v jejích silách, aby jeho vztahu s Edwinou zabránila. Avšak neustálé slovní přestřelky začnou Kate a Anthonyho sbližovat, až oběma stranami začnou zmítat silné city, které se jen stěží dají plně potlačit.

### Třetí řada (2024)
Rok se s rokem sešel a s jarem roku 1815 se britští aristokraté znovu vrací ze svých venkovských sídel do rušného dění hlavního města Londýn, kde začíná nová společenská sezóna. Penelope Featheringtonová zjišťuje, že už má po krk neustálé společnosti svých sester, jejich manželů a vlastní matky, která předpokládá, že se její nejmladší dcera nikdy neprovdá a zůstane s ní až do stáří. Návrat Colina Bridgertona, k němuž kdysi chovala vřelé city, z jeho cest po světě pouze upevní Penelopino přesvědčení, že nastal čas usadit se a najít si manžela. Jenže ani proměna šatníku, účesy dle nejnovější módy či sebedražší šperky nedokážou zakrýt skutečnost, že Penelope nedokáže ve společnosti po letech strávených ve stínu přesvědčivě fungovat. Colin své dlouholeté přítelkyni nabídne pomoc, kterou dívka přijme v domnění, že se jí podaří nabýt ztracenou sebedůvěru a dát sbohem svým neopětovaným citům vůči Colinovi. Vůbec přitom netuší, že se její city ukážou být ne tak docela neopětované, jak si dříve myslela.

## Obsazení a postavy

### Rodina Bridgertonových
Bridgertonovi platí za soudržnou a všeobecně váženou rodinu z řad vyšší společenské vrstvy, kterou tvoří Violet Bridgertonová, vdova po zesnulém vikomtu Edmundovi, a jejích osm dětí – čtyři synové a čtyři dcery. Jejich rodovým sídlem je Aubrey Hall v Kentu, přičemž během společenských sezón zůstávají v domě Bridgertonových na Mayfair.
- Jonathan Bailey jako Anthony, 9. vikomt Bridgerton, nejstarší dítě rodiny Bridgertonových a současná hlava rodiny. Vikomtem se stal nečekaně v dosti mladém věku poté, co jeho otec tragicky zemřel. Otcova smrt v něm vyvolala silnou traumatickou reakci a přetrvávající strach z lásky a ztráty. Je hlavním mužským protagonistou druhého románu s názvem Vikomt, který mě miloval a druhé řady seriálové adaptace.
- Luke Thompson jako Benedict Bridgerton, druhé nejstarší dítě rodiny Bridgertonových. Ze své pozice tzv. "náhradníka" se jen málo zajímá o přizpůsobení se společenskému ideálu a spíše objevuje sám sebe. Zajímá jej umění a oddává se bohémskému stylu života. Jedná se o hlavního mužského protagonistu třetího románu s názvem Nevhodný návrh a čtvrté série seriálové adaptace.
- Luke Newton jako Colin Bridgerton, třetí dítě rodiny Bridgertonových. Jeho role coby třetího syna není společensky pevně ukotvena, a tak se napříč příběhem potýká s pocitem bezúčelnosti, který kompenzuje cestováním a objevováním nových míst, která vášnivě zaznamenává do svého deníku. Jedná se o hlavního mužského protagonistu čtvrtého románu s názvem Čekanka a třetí série seriálové adaptace.
- Phoebe Dynevor jako Daphne Bridgertonová, čtvrté dítě a nejstarší dcera rodiny Bridgertonových. Zatímco v knihách Daphne prožívá svou druhou společenskou sezónu a trpí nedostatkem nápadníků kvůli její přespříliš přátelské povaze, které chybí vrozená ženskost, v seriálu platí za atraktivní debutantku, jejíž možnosti opakovaně sabotuje až přehnaně ochranitelský bratr Anthony. Jedná se o hlavní ženskou protagonistku prvního románu s názvem Vévoda a já a první série seriálové adaptace.
- Claudia Jessie jako Eloise Bridgertonová, páté dítě rodiny Bridgertonových. Disponuje vysokou inteligencí a aktivně se zajímá o emancipaci žen a roli ženy ve společnosti, s jejímž omezováním není spokojena. Než aby se účastnila plesů a snažila se usadit, zůstává v pozadí s dobrou knihou a soustředí se na své vzdělávání. Jedná se o hlavní ženskou protagonistku pátého románu s názvem S láskou, Eloise.
- Ruby Stokes (1.-2. série) a Hannah Dodd (od 3. série) jako Francesca Bridgertonová, šesté dítě rodiny Bridgertonových. Platí za obecně zdrženlivější a tišší než zbytek její rodiny a nejraději se oddává hře na klavír. Většinu prvních dvou sérií tráví mimo domov studiem hudby, než ve třetí sérii debutuje na sňatkovém trhu. Jedná se o hlavní ženskou protagonistku šestého románu s názvem Nečekaná láska.
- Will Tilston jako Gregory Bridgerton, sedmé dítě a nejmladší syn rodiny Bridgertonových. Jedná se o hlavního mužského protagonistu osmého a posledního románu s názvem Před svatbou.
- Florence Hunt jako Hyacint Bridgertonová, osmé a nejmladší dítě rodiny Bridgertonových. Jedná se o hlavní ženskou protagonistku sedmého románu s názvem Poznáš to z polibků.
- Ruth Gemmell (Bridgertonovi) a Connie Jenkins-Greig (Královna Šarlota: Příběh Bridgertonových) jako lady Violet, vdova vikomtka Bridgertonová, matriarcha rodiny Bridgertonových a vdova po Edmundovi. Po předčasné smrti svého manžela se uzavřela do sebe, postupem času se však proti stesku a bolesti ze ztráty milovaného muže obrnila a znovu se stala svým dětem milující, starostlivou, a především přítomnou matkou.
- Rupert Evans jako Edmund, 8. vikomt Bridgerton, zesnulý manžel Violet a otec jejich osmi dětí, jehož náhlou smrt způsobila alergická reakce na včelí štípnutí v roce 1803.

### Hlavní postavy
- Adjoa Andoh jako Lady Danburyová, bystrá a zasvěcená vůdčí osobnost londýnské společnosti, která je zároveň Simonovou mentorkou.
- Lorraine Ashbourne jako paní Varleyová, hospodyně v domácnosti Featheringtonových.
- Ruby Barker jako lady Marina Craneová, rozená Thompsonová (1. série, hostující postava ve 2. sérii), vzdálená sestřenice Featheringtonových, která k nim přijela, aby mohla vstoupit do společnosti.
- Sabrina Bartlett jako Siena Rosso (1. série), operní zpěvačka a Anthonyho bývalá milenka.
- Harriet Cains jako Philippa Finchová, rozená Featheringtonová, prostřední dcera rodiny Featheringtonových.
- Bessie Carter jako Prudence Featheringtonová, nejstarší dcera rodiny Featheringtonových.
- Nicola Coughlan jako Penelope Featheringtonová, nejmladší dcera rodiny Featheringtonových, která je nejlepší přítelkyní Eloise a zároveň skutečnou Lady Whisledownovou.
- Ben Miller jako Archibald, baron Featherington (1. série), patriarcha rodiny Featheringtonových.
- Regé-Jean Page jako Simon Basset, vévoda z Hastingsu (1. série),[12] jeden z nejuznávanějších svobodných mládenců v Londýně, který nejeví sebemenší zájem o hledání manželky.
- Golda Rosheuvel jako královna Charlotte, manželka Jiřího III. a královna Spojeného království Velké Británie a Irska.
- Martins Imhangbe jako Will Mondrich (2. série, vedlejší postava v 1. sérii), boxer, důvěrník a přítel vévody z Hastingsu. Jeho předlohou je Bill Richmond, britský boxer žijící na přelomu 18. a 19. století.
- Polly Walker jako lady Portia, baronka Featheringtonová, matriarcha rodiny Featheringtonových.
- Julie Andrews jako hlas Lady Whistledownové, autorky skandálního novinového plátku, který informuje o dění ve společnosti.
- Simone Ashley jako Kathani 'Kate' Bridgertonová, rozená Sharmová, vikomtka Bridgertonová (2. série), jedna z nejnovějších členek londýnské smetánky, která přicestovala s rodinou z Indie.
- Charithra Chandran jako Edwina Sharmová (2. série), vycházející hvězda nové sezóny.
- Shelley Conn jako lady Mary Sharmová (2. série), matka Edwiny a nevlastní matka Kate.
- Calam Lynch jako Theo Sharpe (2. série), asistent tiskaře bojující za spravedlnost, který se spřátelí s Eloise.
- Rupert Young jako Jack Featherington (2. série), nový baron Featherington.

### Vedlejší postavy
- Molly McGlynn jako Rose Nolanová (1. série), věrná služebná a důvěrnice Daphne.
- Jessica Madsen jako Cressida Cowperová, rivalka Daphne soupeřící o náklonnost těch nejvhodnějších nápadníků.
- Joanna Bobin jako Lady Cowperová, matka Cressidy.
- Jamie Beamish jako Nigel Berbrooke (1. série), nápadník Daphne.
- Simon Ludders jako Humboldt, lokaj rodiny Bridgertonových.
- Jason Barnett jako Jeffries, komorník rodiny Bassetových.
- Hugh Sachs jako Brimsley, sekretář královny Charlotte.
- Geraldine Alexander jako paní Wilsonová, hospodyně v domácnosti Bridgertonových.
- Kathryn Drysdale jako Genevieve Delacroixová, nejvyhledávanější modistka a švadlena londýnské společnosti.
- Chris Fulton jako sir Phillip, baron Crane, který přijede do Londýna, aby informoval Marinu Thompsonovou o osudu svého bratra.
- Julian Ovenden jako sir Henry Granville (1. série), slavný umělec, který se spřátelí s Benedictem.
- Freddie Stroma jako princ Friedrich Pruský (1. série), prasynovec královny Charlotte.
- Amy Beth Hayes jako lady Trowbridgeová (1. série), nedávno ovdovělá matka, která pořádala večírky během společenské sezóny.
- Lorn Macdonald jako Albion Finch, nápadník, který se dvořil Philipě.
- Emma Naomi jako Alice Mondrichová, manželka Willa Mondricha.
- Ned Porteous jako lord Wetherby (1. série), milenec Henryho Granvilla, který předstírá přijatelné společenské chování, aby ochránil jejich vztah.
- Sandra Teles jako Lucy Granvillová (1. série), manželka Henryho Granvilla.
- Robert Wilfort jako pan Finch (2. série), otec Albiona.
- Lucinda Raikes jako paní Finchová (2. série), matka Albiona.

### Hostující postavy
- James Fleet jako král Jiří III., král Spojeného království Velké Británie a Irska, manžel královny Charlotte.
- Daphne Di Cinto jako Sarah Bassetová, vévodkyně z Hastingsu (1. série), matka Simona.
- Richard Pepple jako vévoda z Hastingsu (1. série), otec Simona.
- Caroline Quentin jako lady Berbrooková (1. série), matka Nigela.
- Georgia Burnell jako Celia (1. série), služebná lady Berbrookové.
- Pippa Haywood jako paní Colsonová (1. série), hospodyně v domácnosti Simona a Daphne.
- Leah Brotherhead jako Joanna (1. série), obyvatelka vesnice pod správou Simona.
- Celine Buckens jako Kitty Langhamová (1. série), manželka generála Langhama.
- Paul Hunter jako lord Middlethorpe (1. série), muž, který se krátce pokusil dvořit Marině Thompsonové.
- James Bryan jako Nicky Mondrich (1. série), syn Willa a Alice Mondrichových.
- Michael Culkin jako lord Rutledge (1. série), nápadník, který se krátce zajímal o Marinu Thompsonovou.
- Simon Lennon jako lord Ambrose (1. série), muž, který se snažil dvořit Daphne během její debutové sezóny.
- Nicholas Shaw jako lord Thompson (1. série), muž, který tančil s Daphne Bridgertonovou na plese.
- George Kemp jako lord Weaver (1. série), nápadník, který se snažil získat pozornost Daphne Bridgertonové.
- Oscar Coleman jako 4letý Simon Basset (1. série)
- Cairo Eusebe jako 6letý Simon Basset (1. série)
- Lucas Booth-Clibborn jako 11letý Simon Basset (1. série)
- Lynette Clarke jako dětská vychovatelka Simona Basseta (1. série)

## Výroba

### Rozvoj
Dne 20. července 2018 Netflix oznámil, že Shonda Rhimes bude producentkou seriálu Bridgertonovi a Chris Van Dusen bude tvůrcem seriálu. Dne 19. června 2019 byla Julie Andrewsová obsazena jako Lady Whistledown, jejíž hlasové komentáře vysvětlují většinu akce seriálu.
Na rozdíl od původní předlohy a skutečných dějinných kulis pracují tvůrci seriálu se spory historiků, že skutečná Šarlota Meklenbursko-Střelická, manželka britského panovníka, byla první černošskou či míšeneckou královnou Velké Británie. Londýnská společnost v Bridgertonových je tudíž postavena na rasové rovnosti, kdy mnoho lidí afrického původu získalo po svatbě Jiřího III. s královnou Šarlotou šlechtické tituly a během let se tato inkluze stala přirozenou součástí života v britské společnosti.

### Casting
Dne 10. července 2019 bylo oznámeno, že hlavní role budou hrát Regé-Jean Page a Phoebe Dynevorová. Do vedlejších rolí byli obsazeni Jonathan Bailey, Nicola Coughlanová, Golda Rosheuvelová, Luke Newton, Claudia Jessie, Ruby Barkerová, Sabrina Bartlettová, Ruth Gemmellová, Adjoa Andoh a Polly Walkerová.

### Natáčení
Natáčení bylo ukončeno koncem února 2020. Bridgertonovi se natáčeli v Londýně a Bathu, a také na různých statcích a parcích po Anglii. Ačkoli se seriál odehrává v Londýně, většina pouličních scén se natáčela v Bathu, Yorku nebo Chathamu v Kentu. Pozemky kolem Wilton House byly použity pro Hyde Park a pozemky v Somerley byly použity pro Hampstead Heath.
Ranger's House v Greenwichi v jihovýchodním Londýně byl použit pro exteriér domu Bridgertonových a Halton House na letecké základně RAF v Haltonu v Buckinghamshire byl použit pro interiér.
Ve Wilton House byl natočen exteriér a vstup do domu Simona Basseta Hastingse. Syon House v Londýně a Badminton House v Gloucestershire tvořily zbytek panství. Simonovo panství Clyvedon bylo tvořeno zámkem Howard v North Yorkshire pro exteriér a Wilton House pro interiér, přičemž Coneysthorpe byl používán jako vesnice Clyvedon.
Scény z trůnního sálu byly natočeny v sálu Single Cube Room ve Wilton House poblíž Salisbury. Kombinace Hampton Court Palace a Lancaster House představovaly v tomto sériálu palác svatého Jakuba.
Muzeum Holburne v Bathu je místem panství Lady Danburyové. Zahrady Vauxhall Pleasure, ve kterých se konaly jejich plesy, v původním rozsahu již neexistují. Produkční tým je vytvořil kombinací zbývajících částí původních zahrad se zahradami ze zámku Howard a v Stowe Parku. Hodovní místnost v Guildhallu byla použita pro další ples, stejně jako Velká síň v Leigh Courtu v Somersetu.

## Premiéra
Seriál Bridgertonovi byl poprvé vysílán 25. prosince 2020. Teaser a propagační plakáty byly vydány měsíc před tím.

## Přijetí

### Reakce kritiků
Tuto sérii označila webová stránka Rotten Tomatoes recenzí 92 % na základě 78 recenzí s průměrným hodnocením 7,94 / 10. Souhlas kritiků webu zní: „Luxusní design, televizní seriálové drama a prvotřídní obsazení dělají z Bridgertonových nádherný zážitek.“ Metacritic dali seriálu vážené průměrné skóre 75 ze 100 na základě 31 recenzí, což znamená „obecně příznivé recenze“.
Kristen Baldwin z Entertainment Weekly dala seriálu B + (obdoba české 3) a napsala: „Zdá se, že Bridgertonovi jsou skvělým rozptýlením pro ty, kteří milují Pýchu a předsudek, ale přejí si, aby měla více sexu na schodišti.“ Richard Roeper z Chicago Sun-Times dal sérii 4 ze 4 hvězd a řekl: „Show, která vás nutí sledovat ji bez ohledu na spánek a nutí vás opakovaně klikat na tlačítko 'Další epizoda', dokud se tlačítko objevuje".

### Sledovanost publika
Dne 4. ledna 2021 společnost Netflix oznámila, že podle odhadů bude série sledována 63 miliony domácností do 28 dnů od jejího debutu, což z ní učiní pátý nejsledovanější projekt Netflixu všech dob.